# Eupatoriopsis
Eupatoriopsis là một chi thực vật có hoa trong họ Cúc (Asteraceae).

## Loài
Chi Eupatoriopsis gồm các loài: